# Lignières (Aube)
Pour les articles homonymes, voir Lignières.
Lignières est une commune française, située dans le département en Pays d'Armance dans l'département de l'Aube en région Grand Est.

## Géographie

### Localisation
Lignières est située au contact entre la Champagne et l’Yonne, à mi-chemin entre Troyes et Auxerre.
La commune est à 4,0 km de Marolles-sous-Lignières, 4,8 de Coussegrey et 13,8 de Tonnerre.

### Géologie et relief
Le finage de Lignières.
Hydrogéologie et climatologie : Système d’information pour la gestion des eaux souterraines en Seine-Normandie, par le BRGM :
Territoire communal : Occupation du sol (Corinne Land Cover); Cours d'eau (BD Carthage),
Géologie : Carte géologique; Coupes géologiques et techniques,
 Hydrogéologie : Masses d'eau souterraine; BD Lisa; Cartes piézométriques.

### Sismicité
Commune située dans une zone de sismicité faible.

### Hydrographie

#### Réseau hydrographique
La commune est dans la région hydrographique « la Seine de sa source au confluent de l'Oise (exclu) » au sein du bassin Seine-Normandie. Elle est drainée par le ru de Lignières, le ru du Beau, le Fossé 01 de la Pointe des Rus, le Fossé 01 de l'Étang des Lignières, le Fossé 01 des Bois Communaux de Lignières, le ru de l'Isle et le ru des Courus,.

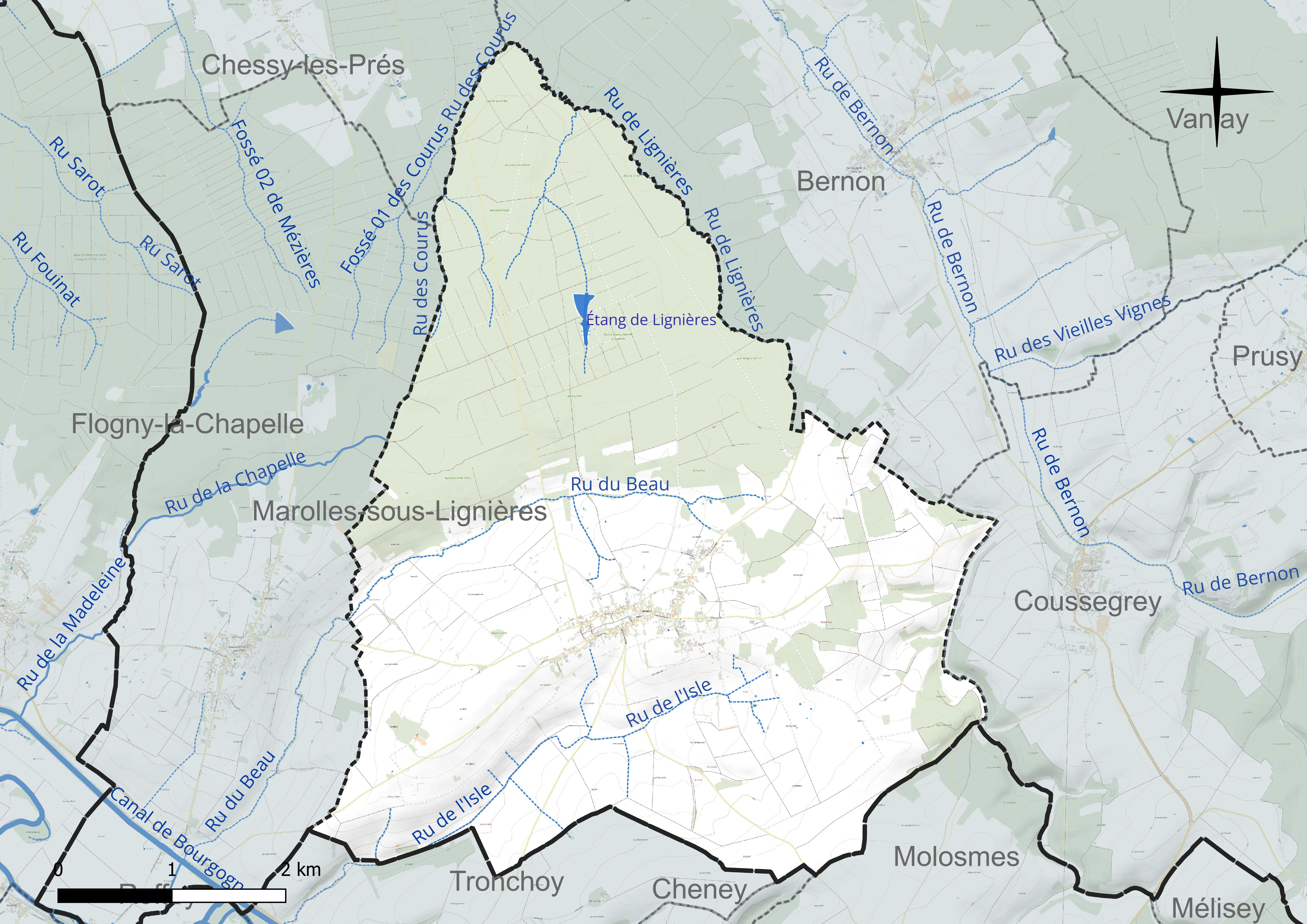
Réseau hydrographique de Lignières.

Un plan d'eau complète le réseau hydrographique : l'étang de Lignières (0,8 ha),.

#### Gestion et qualité des eaux
Le territoire communal est couvert par le schéma d'aménagement et de gestion des eaux (SAGE) « Armançon ». Ce document de planification concerne le territoire du bassin versant de l'Armançon qui s’étend sur 3 100 km2 et se répartit sur trois départements (l'Aube, l'Yonne et la Côte-d'Or). Il a été approuvé le 6 mai 2013. La structure porteuse de l'élaboration et de la mise en œuvre est le syndicat mixte du bassin versant de l'Armançon (SMBVA).
La qualité des cours d’eau peut être consultée sur un site dédié géré par les agences de l’eau et l’Agence française pour la biodiversité.

### Climat
Pour des articles plus généraux, voir Climat du Grand Est et Climat de l'Aube.
En 2010, le climat de la commune est de type climat océanique dégradé des plaines du Centre et du Nord, selon une étude du Centre national de la recherche scientifique s'appuyant sur une série de données couvrant la période 1971-2000. En 2020, Météo-France publie une typologie des climats de la France métropolitaine dans laquelle la commune est exposée à un climat océanique altéré et est dans la région climatique Lorraine, plateau de Langres, Morvan, caractérisée par un hiver rude (1,5 °C), des vents modérés et des brouillards fréquents en automne et hiver.
Pour la période 1971-2000, la température annuelle moyenne est de 10,5 °C, avec une amplitude thermique annuelle de 16,1 °C. Le cumul annuel moyen de précipitations est de 798 mm, avec 11,7 jours de précipitations en janvier et 8,2 jours en juillet. Pour la période 1991-2020, la température moyenne annuelle observée sur la station météorologique de Météo-France la plus proche, « Chessy-les-Prés_sapc », sur la commune de Chessy-les-Prés à 9 km à vol d'oiseau, est de 11,2 °C et le cumul annuel moyen de précipitations est de 756,5 mm. 
La température maximale relevée sur cette station est de 41,4 °C, atteinte le 25 juillet 2019 ; la température minimale est de −22,2 °C, atteinte le 2 janvier 1997,,.
Les paramètres climatiques de la commune ont été estimés pour le milieu du siècle (2041-2070) selon différents scénarios d'émission de gaz à effet de serre à partir des nouvelles projections climatiques de référence DRIAS-2020. Ils sont consultables sur un site dédié publié par Météo-France en novembre 2022.

### Voies de communications et transports

#### Voies routières
- D 182 vers Marolles-sous-Lignières[13].
- D 187 vers Tronchoy.
- D 82 vers Coussegrey.

#### Transports en commun
- Fluo Grand Est.

### Intercommunalité
Commune membre de la Communauté de communes du Chaourçois et du Val d'Armance.

## Urbanisme

### Typologie
Au 1er janvier 2024, Lignières est catégorisée commune rurale à habitat dispersé, selon la nouvelle grille communale de densité à 7 niveaux définie par l'Insee en 2022.
Elle est située hors unité urbaine. Par ailleurs la commune fait partie de l'aire d'attraction de Tonnerre, dont elle est une commune de la couronne,. Cette aire, qui regroupe 38 communes, est catégorisée dans les aires de moins de 50 000 habitants,.

### Occupation des sols
L'occupation des sols de la commune, telle qu'elle ressort de la base de données européenne d’occupation biophysique des sols Corine Land Cover (CLC), est marquée par l'importance des territoires agricoles (57,2 % en 2018), une proportion sensiblement équivalente à celle de 1990 (57,3 %). La répartition détaillée en 2018 est la suivante : 
terres arables (41,9 %), forêts (40,4 %), prairies (13,1 %), zones urbanisées (2,4 %), zones agricoles hétérogènes (2,2 %). L'évolution de l’occupation des sols de la commune et de ses infrastructures peut être observée sur les différentes représentations cartographiques du territoire : la carte de Cassini (XVIIIe siècle), la carte d'état-major (1820-1866) et les cartes ou photos aériennes de l'IGN pour la période actuelle (1950 à aujourd'hui).

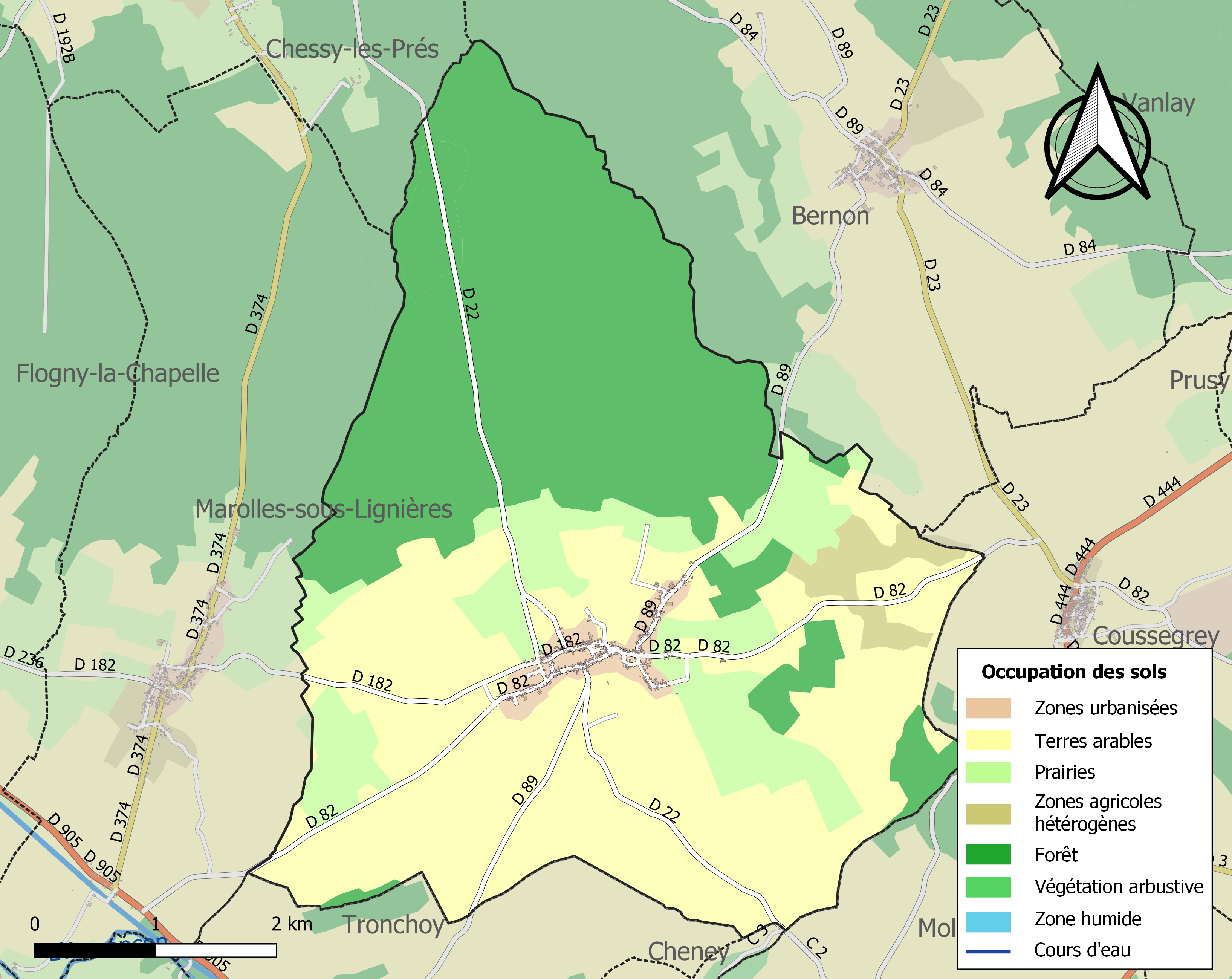
Carte des infrastructures et de l'occupation des sols de la commune en 2018 (CLC).

## Toponymie
Il s'agit d'un ancien  linarium, linaria, un « lieu où on cultive le lin ».

## Histoire
Après une destruction partielle par un incendie, l'église Saint-Martin a été reconstruite et agrandie au XVIe siècle, tout en conservant son ancienne tour entre l'abside et la nef.
Camille, Maurice Mathieu, son épouse Denise et sa mère Blanche ont été déclarés « Justes parmi les Nations » en 1976.
Pour avoir défendu ses valeurs et sauvé des vies lors de la Deuxième guerre mondiale, Camille Mathieu a été choisi comme parrain par les 116 élèves gendarmes de la 515ème promotion de la 6ème brigade de Chaumont (haute marne). Camille et Denise Mathieu ont été promus Chevaliers de la Légion d'honneur en juillet 2010. La remise de cette décoration a été faite par Préfet du Val d'Oise le 11 novembre 2010. En décembre 2009, le couple était présent aux Invalides pour l’inauguration de l’exposition itinérante « Désobéir pour sauver », consacrée à 54 policiers et gendarmes « Justes parmi les Nations ».

## Faune
Le loup est présent sur le territoire de la commune. Lignières par arrêté préfectoral figure dans le cercle 1 c'est-à-dire « les zones où au moins un acte de prédation sur le cheptel domestique a été constaté au cours de chacune des deux dernières années ».

## Politique et administration
| Période                                  | Période  | Identité           | Étiquette | Qualité     |
| ---------------------------------------- | -------- | ------------------ | --------- | ----------- |
| Les données manquantes sont à compléter. |          |                    |           |             |
| avant 2002                               |          | Sylviane Lhuillier | DVD       |             |
| juillet 2007                             | mai 2020 | Jean-Claude Thomas | DVD       | Agriculteur |
| mai 2020                                 | En cours | Bernard Anxionnaz  |           |             |

### Budget et fiscalité 2021
En 2021, le budget de la commune était constitué ainsi :
- total des produits de fonctionnement : 205 000 €, soit 974 € par habitant ;
- total des charges de fonctionnement : 136 000 €, soit 646 € par habitant ;
- total des ressources d'investissement : 227 000 €, soit 1 075 € par habitant ;
- total des emplois d'investissement : 41 000 €, soit 196 € par habitant ;
- endettement : 1 000 €, soit 4 € par habitant.

Avec les taux de fiscalité suivants :
- taxe d'habitation : 21,52 % ;
- taxe foncière sur les propriétés bâties : 34,08 % ;
- taxe foncière sur les propriétés non bâties : 20,54 % ;
- taxe additionnelle à la taxe foncière sur les propriétés non bâties : 22,28 % ;
- cotisation foncière des entreprises : 17,17 %.

Chiffres clés Revenus et pauvreté des ménages en 2020 : médiane en 2020 du revenu disponible, par unité de consommation : 19 920 €.

## Économie

### Entreprises et commerces

#### Agriculture
- Sylviculture et autres activités forestières.
- Culture de la vigne.
- Culture de céréales, de légumineuses et de graines oléagineuses.
- Culture et élevage associés.

#### Tourisme
- Gîtes de France[30].
- Hébergements et restauration à Tronchoy, Vézinnes, Bernouil, Vallières.
- Bistrot associatif "Aux quatre vents", ouvert en juin 2023.

#### Commerces
- Commerces et services de proximité à Saint-Florentin, Tonnerre.

## Population et société

### Démographie

#### Évolution démographique
L'évolution du nombre d'habitants est connue à travers les recensements de la population effectués dans la commune depuis 1793. Pour les communes de moins de 10 000 habitants, une enquête de recensement portant sur toute la population est réalisée tous les cinq ans, les populations de référence des années intermédiaires étant quant à elles estimées par interpolation ou extrapolation. Pour la commune, le premier recensement exhaustif entrant dans le cadre du nouveau dispositif a été réalisé en 2006.

En 2022, la commune comptait 222 habitants, en évolution de +3,74 % par rapport à 2016 (Aube : +0,7 %, France hors Mayotte : +2,11 %).
| 1793 | 1800 | 1806 | 1821 | 1831 | 1836 | 1841 | 1846 | 1851 |
| ---- | ---- | ---- | ---- | ---- | ---- | ---- | ---- | ---- |
| 795  | 790  | 800  | 751  | 677  | 717  | 684  | 674  | 637  |

| 1856 | 1861 | 1866 | 1872 | 1876 | 1881 | 1886 | 1891 | 1896 |
| ---- | ---- | ---- | ---- | ---- | ---- | ---- | ---- | ---- |
| 585  | 574  | 590  | 574  | 570  | 540  | 534  | 496  | 487  |

| 1901 | 1906 | 1911 | 1921 | 1926 | 1931 | 1936 | 1946 | 1954 |
| ---- | ---- | ---- | ---- | ---- | ---- | ---- | ---- | ---- |
| 481  | 481  | 453  | 392  | 376  | 375  | 359  | 348  | 316  |

| 1962 | 1968 | 1975 | 1982 | 1990 | 1999 | 2006 | 2011 | 2016 |
| ---- | ---- | ---- | ---- | ---- | ---- | ---- | ---- | ---- |
| 320  | 307  | 276  | 259  | 230  | 248  | 227  | 239  | 214  |

| 2021 | 2022 | - | - | - | - | - | - | - |
| ---- | ---- | - | - | - | - | - | - | - |
| 221  | 222  | - | - | - | - | - | - | - |

### Enseignement
Établissements d'enseignements :
- Écoles maternelles et primaires à Flogny-la-Chapelle, Dannemoine, Vanlay, Épineuil.
- Écoles primaires à Tronchoy, Cheney, Flogny-la-Chapelle, Dannemoine, Vanlay.
- Collèges à Ervy-le-Châtel, Tonnerre, Chaource, Saint-Florentin, Chablis.
- Lycées à Tonnerre, Chaource.

### Santé
Professionnels et établissements de santé :
- Médecins à Ervy-le-Châtel, Tonnerre, Neuvy-Sautour, Tanlay.
- Pharmacies à Ervy-le-Châtel, Tonnerre, Neuvy-Sautour, Ligny-le-Châtel.
- Hôpitaux à Tonnerre, Migennes, Auxerre, Troyes.

### Cultes
- Culte catholique, Paroisse Lignières[37], Diocèse de Troyes.

## Lieux et monuments
- Église Saint-Martin de Lignières

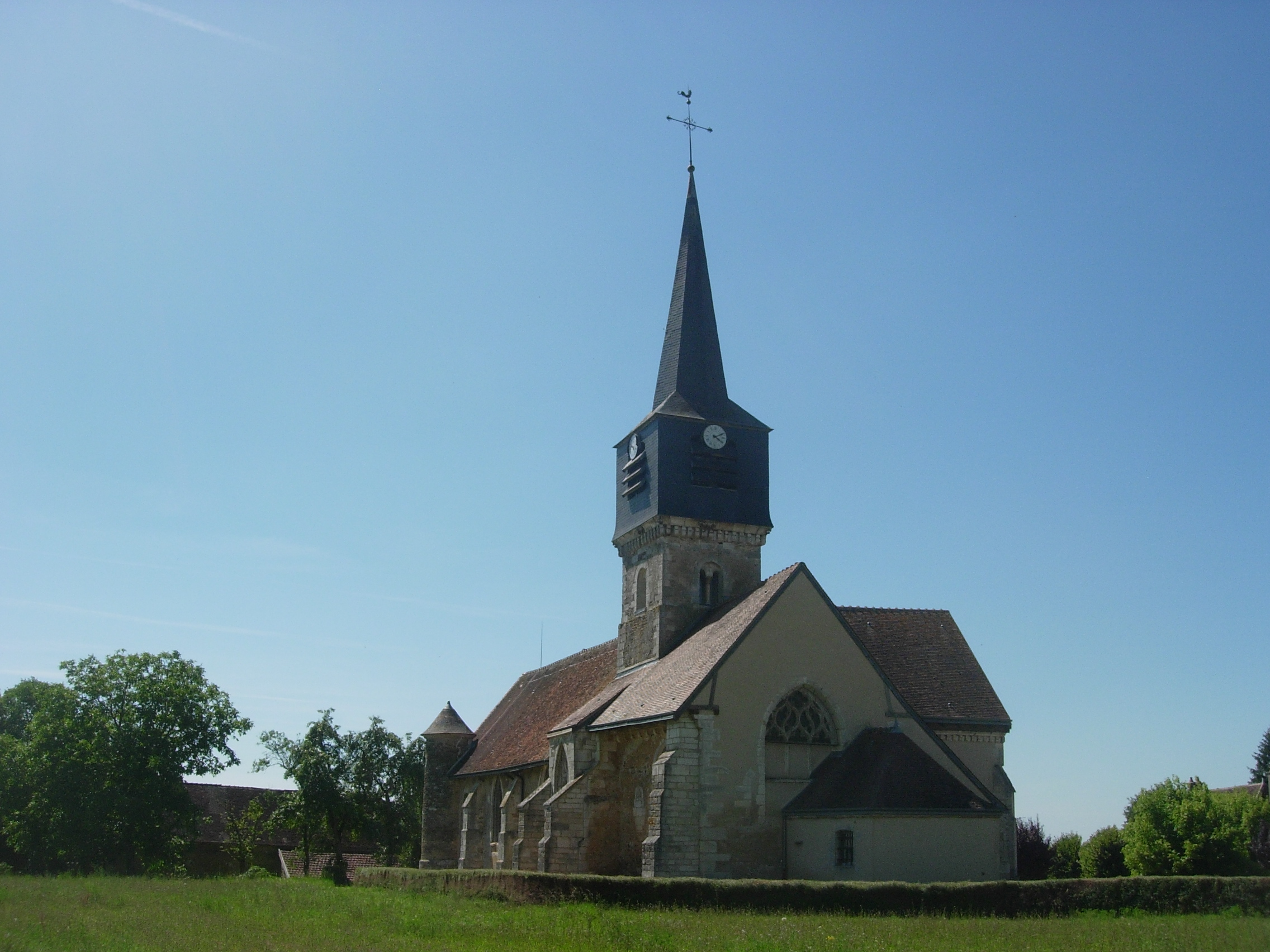
L'église Saint-Martin.
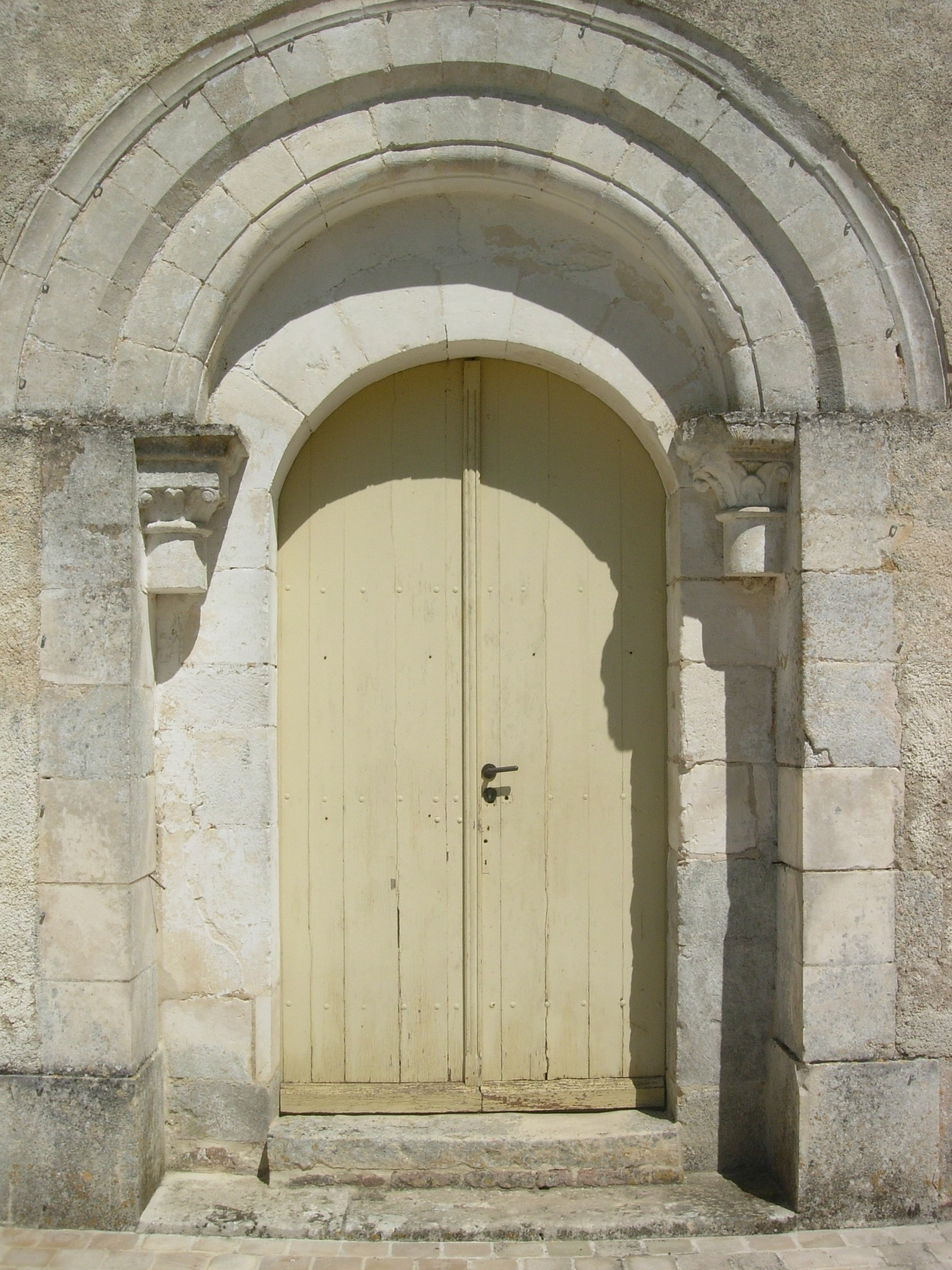
La porte romane de l'église.
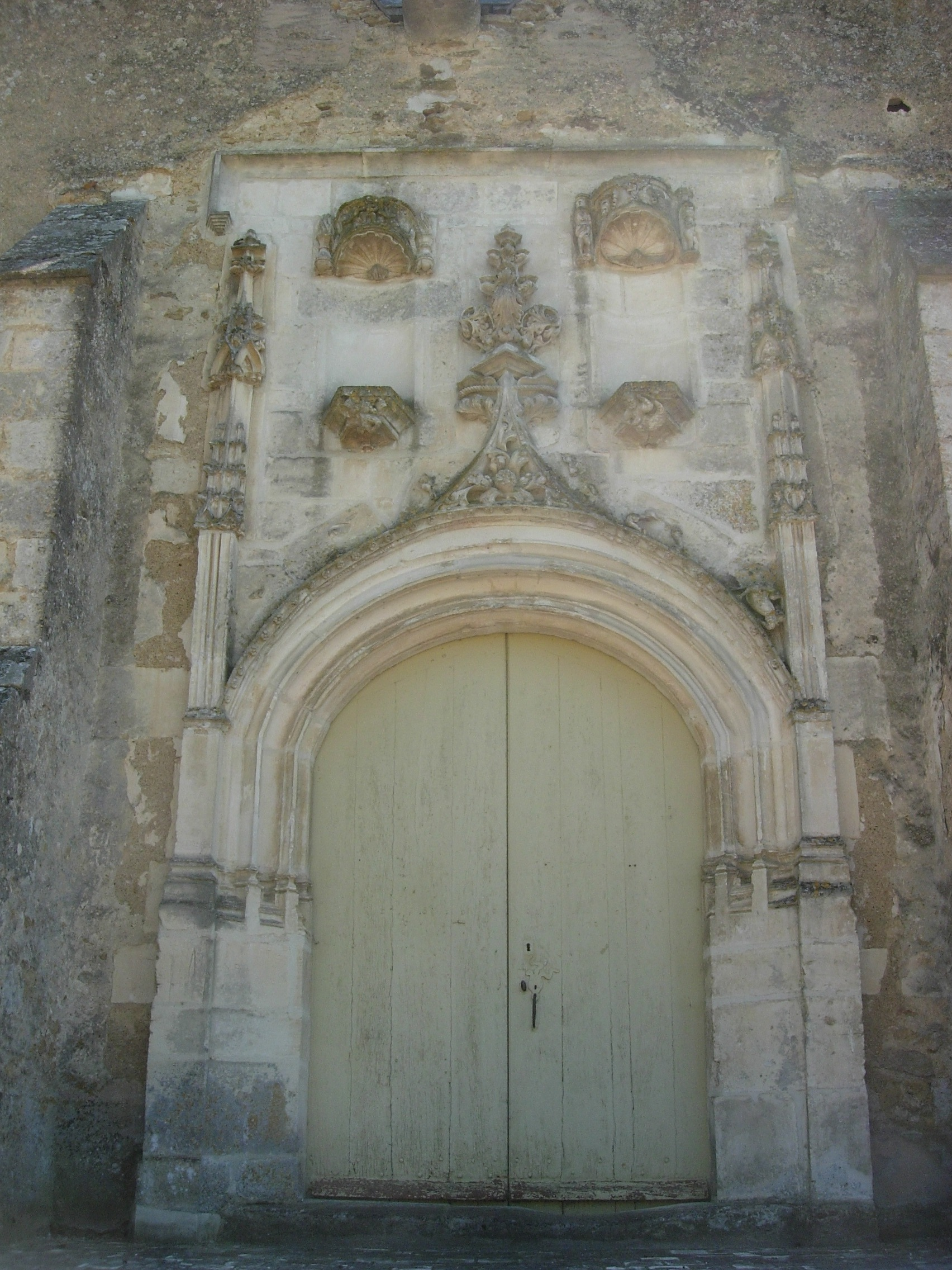
La porte gothique de l'église.
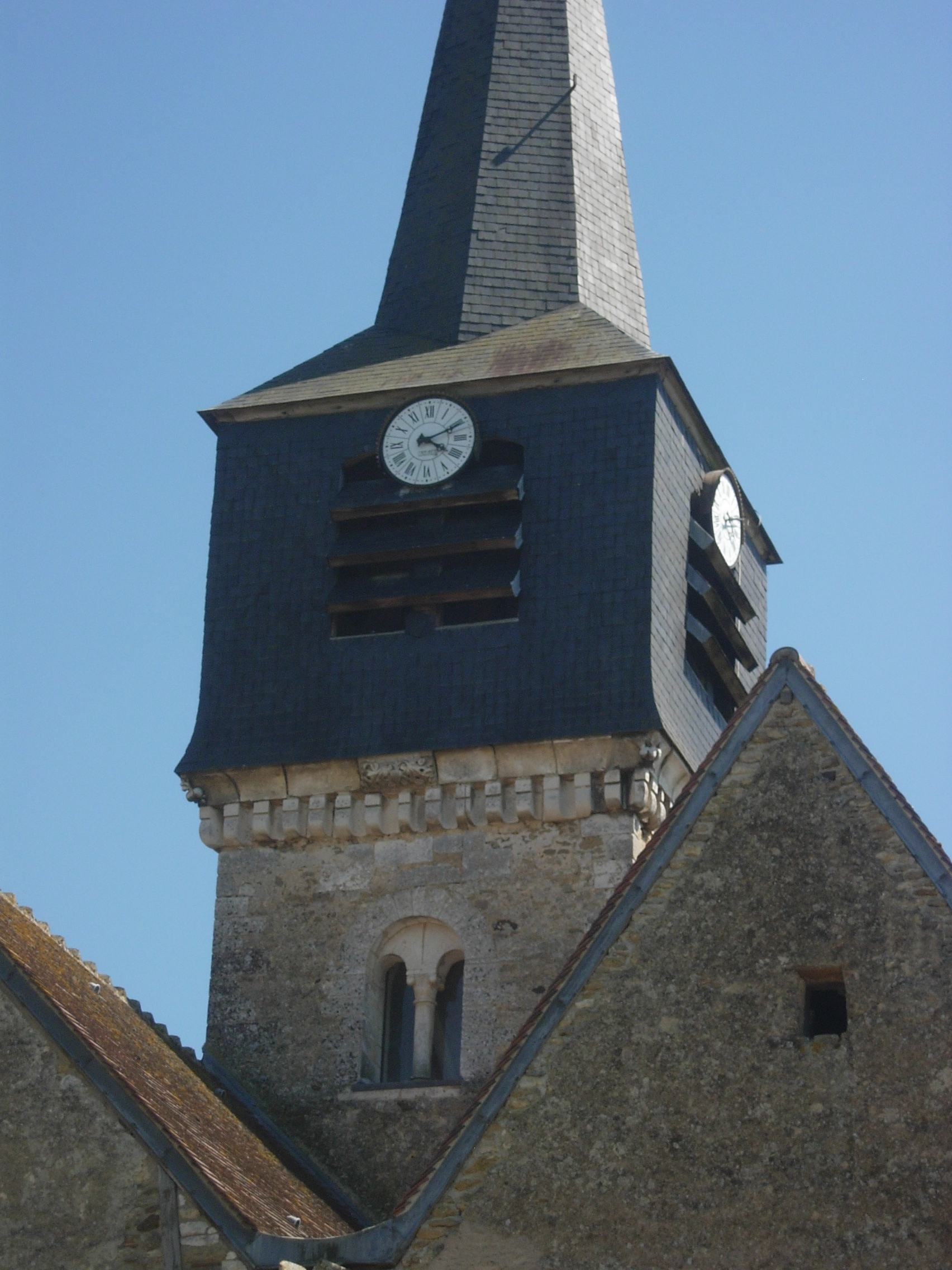
La tour romane de l'église.

- Église Saint-Martin de Lignières.

Les objets mobiliers de l'église paroissiale,.
- Monument aux morts[40] : Conflits commémorés : Guerre 1914-1918.
- Le lavoir de la Paix à impluvium (c’est l’eau de pluie qui l’alimente) a été construit en 1858[41].
- La croix blanche; érigée en 1534 à proximité du cimetière, près de la route de Coussegrey.
- La Forge de Lignières[42].
- Bascule publique à bestiaux réalisée en 1931 et restaurée par des bénévoles.
- Pigeonnier du XVIIe siècle et un ancien four à pain[43].

## Personnalités liées à la commune
- Elisabeth Juliette Verrolot y est née le 13 janvier 1764, carmélite à Compiègne (sœur Saint François-Xavier), guillotinée en 1794 à Paris. Béatifiée.
- Jacques Lomüller, né à Paris en 1921, recordman du monde en cyclisme comme stayer, professionnel, directeur technique du Tour de France, est enterré avec son épouse Marcelle dans le cimetière de la commune.

## Héraldique
|  | Les armes de la ville se blasonnent ainsi : D’or au comble de vair, au lion de gueules couronné du champ brochant sur le tout. |